# Йорк (тежък крайцер, 1928)
Йорк (на английски: HMS York (90) е тежък крайцер на Британския Кралски флот, от времето на Втората световна война. Главен кораб на типа „Йорк“. По-голямата част от службата преди войната провежда в състава на Североамериканската и Устиндийска станция. В началото на войната съпровожда конвои в Атлантика, участва в Норвежката операция през 1940 г. В края на годината е преведен на Средиземно море, действа в охраната на конвоите и корабите на Средиземноморския флот. През март 1941 г. е сериозно повреден от италианските взривяващи се катери на 10-та флотилия МАС в залива Суда на остров Крит. През 1952 г. е изваден и отбуксиран до Бари за разкомплектоване за метал.

## Конструкция
Крайцерите от типа „Йорк“ трябва да са по-малки и по-евтини от тежките крайцери от подтиповете на „Каунти“, а също така и по-добре защитени. Външно „Йорк“ се различава от еднотипния „Ексетър“ (HMS Exeter) с това, че неговите комини и мачти са леко наклонени към кърмата. Освен това мостикът на „Йорк“ е по-висок, за да се осигури повече пространство за работа на авиокатапулта, който е планирано да се постави върху кула B (носовата висока).

### Главни размери
Стандартната водоизместимост на „Йорк“ съставлява 8250 дълги тона (8380 метрични тона), пълната – 10 620 д. тона (10 790 т). Максималната дължина – 575 фута (175,3 м), ширина – 57 фута (17,4 м) , газенето – 20 фута и 3 дюйма (6,2 м).

### Въоръжение
Главният калибър на крайцера се състои от шест 203-мм оръдия (с дължина на ствола – 50 калибра), разположени в три двуоръдейни кули. Освен това „Йорк“ носи четири 102-мм зенитни оръдия и две зенитни 40-мм автоматични оръдия. Минноторпедното въоръжение е представено от два надводни тритръбни 533-мм торпедни апарата.

### Авиационно въоръжение
През 1931 – 1932 година на „Йорк“ е поставен катапулт от типа E.II.H, предназначен за пуск на хидросамолета-разузнавач Fairey III. В периода 1938 – 1939 г. катапултът е заменен с по-мощния S.I.H, на който е разположен по-съвременният и тежък разузнавателен хидросамолет Supermarine Walrus.

### Брониране
Корпусът в района на водолинията няма непрекъснато брониране. Бордовете в района на машинните и котелните отделения са защитени от броня с дебелина 3 дюйма (76,2 мм), погребите – с дебелина 4,375 дюйма (111,1 мм). Напречните прегради на машинните отделения имат дебелина от 3,5 дюйма (89 мм). Палубата и преградите в района на погребите се защитават от броня 3 дюйма (76,2 мм). Бронепалубата над машинните отделения и рулевата машина има дебелина 1,5 дюйма (38 мм). Част от теглото и свободното пространство са запазени за разполагането на катапулта и разузнавателен хидросамолет, обаче катапултът е поставен вече след края на строителството на крайцера. Вторият катапулт, предназначен за поставяне върху кула B, е изключен от проекта още по време на строителството на „Йорк“.

### Енергетична установка
Движението на кораба осигуряват четири парни турбини система „Парсънс“, работещи за четири гребни винта. Енергетичната установка развива мощност от 80 000 к.с. (59 700 кВт), осигурявайки максимална скорост на хода от 32,25 възела (59,73 км/ч). Парата за турбините се произвежда от осем водотръбни парни котела „адмиралтейски“ тип. Максималният запас гориво съставлява 1900 д. тона (1930 т) мазут, което осигурява далечина на плаване от 13 300 морски мили (24 600 км) на скорост 12 възела (22 км/ч).

### Екипаж
Екипажът на тежкия крайцер е съставен от 628 офицера и матроса.

## История на службата
„Йорк“ е заложен на 18 май 1927 г. в корабостроителницата на кампанията Palmers Shipbuilding and Iron Company в Джароу, спуснат е на вода на 17 юли 1928 г., завършен е на 1 май 1930 г. След въвеждането си в строй влиза в състава на 2-ра ескадра крайцери на Флота на метрополията, където служи като флагмански кораб на вицеадмирал сър Реджиналд Дракс, а след това и на неговия приемник вицеадмирал Матю Бест. От 1931 до 1934 г. корабът се командва от кептън (капитан 1-ви ранг) Ричард Биван. На Бермудските острови командването му приема кептън Боксер (на английски: H. P. Boxer). Тогава тежкият крайцер служи като флагмански кораб на 8-ма ескадра крайцери в състава на Североамериканската и Уестиндийската станция, базирайки се в кралската корабостроителница на Ирландския остров (Бермудски острови).
На 29 април 1934 г. „Йорк“ отплава от Картахена (Колумбия) и на 4 май заедно с еднотипния „Ексетър“, плаващ от Ямайка, за първи път придтига на Бермудските острови. Там преминава докуване в Адмиралтейския плаващ док № 1, бидейки към това време най-големият кораб, качван в този док, което „изисква значително преправяне“ на дока, за да „може да приема за докуване по-големите кораби от типа „Йорк““. На 6 май 1935 г. „Йорк“ играе ключевата роля по време на тържествата по случай Сребърния юбилей от управлението на Джордж V, преминаващи в Хамилтън.
В периода 1935 – 1936 г. „Йорк“ е придаден на Средиземноморския флот поради напрегната обстановка, свързана с началото на втората италианско-етиопска война. Връща се на Бермудите малко преди започването, през септември 1939 г., на световната война.
През същия месец преминава в Халифакс (Нова Шотландия) за да участва в охраняването на конвоите. През октомври там влиза в състава на Съединение F, в задачите на което влиза прихващането на немските рейдери и защита на конвои. От 31 октомври до 22 ноември крайцерът преминава неголям ремонт на Бермудите, преди да отплава за Англия, където през декември влиза за по-щателен ремонт, който завършва на 9 февруари 1940 г. След ремонта влиза в състава на 1-ва ескадра крайцери на Флота на метрополията. На 3 март 1940 г. „Йорк“ прехваща в Датския пролив близо до Исландия немския блокадопробивач „Арукас“, който обаче е потопен от екипажа си, за да не бъде пленен от англичаните.
В началото на април „Йорк“, заедно с останалите кораби на ескадрата, трябва да превозва съюзните войски за завладяването на Норвегия (британският План R4). На 8 април качените по корабите войски са свалени обратно на брега след като британците узнават за неминуемия десант на немците в Норвегия. След стоварването на войските 1-ва ескадра крайцери, която се командва от вицеадмирал Джон Кънингам, отплава за съединяване с останалия Флот на метрополия, който вече се намира в морето. На 10 април „Йорк“ получава заповед да отбуксира в Лъруик разрушителя „Еклипс“ (HMS Eclipse), повреден от немската авиация. На 24 – 25 април „Йорк“ и леките крайцери „Манчестър“ (HMS Manchester) и „Бирмингам“ (HMS Birmingham ) превозват от Росайт в Ондалснес и Молде 1-ви батальон на „Зелените ховардци“ и други войски. На 26 април крайцерът се връща обратно. В нощта на 1 по 2 май „Йорк“, три френски войскови транспорта и няколко британски разрушителя евакуират британските и френските войски от Намсос.

### Средиземно море
През август 1940 г. „Йорк“ влиза в 3-та ескадра крайцери в състава на Средиземноморския флот. В края на септември тежкият крайцер пристига в Александрия заедно с конвой, през Нос Добра Надежда. Два дена по-късно „Йорк“ приема участие в операцията MB5, в хода на която Средиземноморският флот прикрива леките крайцери „Ливърпул“ (HMS Liverpool) и „Глостър“ (HMS Gloucester), доставящи войски в Малта. На 13 октомври, в хода на Битката при нос Пасаро, „Йорк“ потопява неподвижният и напуснат от екипажа си италиански разрушител „Артилиере“, по-рано повреден от артилерийския огън на лекия крайцер „Аякс“ (HMS Ajax). Месец по-късно Средиземноморският флот провежда Операция MB8 – серия сложни маневри, в числото на които е и атаката над италианския флот в залива на Таранто през нощта на 11 по 12 ноември, по време на която „Йорк“ се намира в охраната на самолетоносача „Иластриъс“ (HMS Illustrious). Няколко дни по-късно крайцерът превозва британски войски от Александрия (Египет) в гръцкото пристанище Пирея. На 26 ноември „Йорк“ и другите кораби от 3-та ескадра прикриват неголям конвой за Малта.
На 16 декември Средиземноморският флот, а заедно с него и „Йорк“, излиза в морето за удар по италианското корабоплаване, летищата на Родос и бомбардировка на Вльора. В началото на януари 1941 г. крайцерът превежда в залива Суда на Крит танкерът „Бремблелиф“ (на английски: Brambleleaf) и четири корвета от типа „Флауър“, след което действа в източното Средиземноморие в състава на силите за прикритие на Операция Excess. На 16 януари „Йорк“ се връща в Александрия. В началото на февруари отново плава до залива Суда, действайки оттам против италианското корабоплаване. През март, по време на операцията Lustre, охранява конвои от Египет за Гърция.

### Гибел
На 26 март 1941 г. „Йорк“ получава тежки повреди в хода на атаката на италианските взривяващи се катери на 10-та флотилия МАС в залива Суда, остров Крит. Италианските разрушители „Франческо Криспи“ и „Луиджи Села“, оборудвани като носители на катерите, ги доставят към залива Суда. Група от шест катера (с командир лейтенант Луиджи Фаджони (на английски: Luigi Faggioni) влиза в залива и атакува три цели по двойки. На три от катерите стават повреди, обаче трите други успешно поразяват своите цели. Два катера, носещи в носовата си част по 330 кг взривно вещество, удрят „Йорк“ в средата на корпуса, наводнявайки двете котелни и едно от машинните отделения. Загиват два британски моряка. Всички италианци остават живи и попадат в плен. „Йорк“ се налага да бъде качен на плитчина поради риск от потъване на крайцера. От подводницата „Ровър“ (HMS Rover) към крайцера е подадена електрическа енергия, потребна за работата на зенитната артилерия на „Йорк“, обаче „Ровър“, след известно време, е повредена от немската авиация, след което подводницата е отбуксирана за ремонт. На 18 май немските бомбардировачи нанасят на „Йорк“ нови повреди, които вече е невъзможно да се отстранят. На 22 май, когато започва евакуацията на съюзните войски от Крит, оръдията на главния калибър на крайцера са взривени. През февруари 1952 г. крайцерът е изваден от италианска фирма и е отведен в Бари, където на 3 март започва неговото нарязване за метал.

## Коментари
1. ↑  Всички данни са приведени по състояние към 1939 г.